# Шоу Джеррі Спрінгера
Шоу Джеррі Спрінгера (англ. The Jerry Springer Show)— американське, телевізійне розважальне ток-шоу телекомпанії Ен-Бі-Сі. Програма виходить з 30 вересня 1991 року з ведучим, колишнім американським політиком Джеррі Спрінгером. Шоу має формат передачі в стилі «треш», де в кожному епізоді аудиторії пропонуються незвичні і суперечливі теми, такі як подружня невірність, гомосексуальність, сексуальні збочення, розтління неповнолітніх та незвичні психічні розлади. Запрошені гості на шоу часто з'ясовують стосунки між собою за допомогою нецензурної лайки і бійок. Незважаючи на контроверсійні теми, шоу має певну аудиторію у США і декількох інших країнах світу, де воно ретранслюється.